# Turniej Gwiazdkowy 2000
Turniej Gwiazdkowy 2000 – 8. edycja turnieju żużlowego rozgrywanego w Pile, który odbył się 1 grudnia 2000. Zwyciężył Rafał Okoniewski.

## Wyniki

### Turniej zasadniczy
- Piła, 1 grudnia 2000
- NCD: Andrzej Huszcza – 65,20 w wyścigu 4
- Sędzia: Aleksander Janas

| Msc. | Zawodnik              | Klub         | Pkt    |             |  |
| ---- | --------------------- | ------------ | ------ | ----------- |  |
| 1    | (10) Rafał Okoniewski | Gorzów Wlkp. | 13+3   | (2,2,3,3,3) |  |
| 2    | (8) Andrzej Huszcza   | Zielona Góra | 11+2   | (3,3,2,1,2) |  |
| 3    | (11) Robert Kościecha | Toruń        | 8+3+1  | (0,3,0,2,3) |  |
| 4    | (12) Mirosław Kowalik | Toruń        | 10+0   | (1,3,1,2,3) |  |
| 5    | (1) Jacek Gollob      | Piła         | 5+3+2  | (3,1,1,d,0) |  |
| 6    | (5) Sławomir Drabik   | Częstochowa  | 9+1    | (2,2,1,3,1) |  |
| 7    | (9) Jarosław Hampel   | Piła         | 9+0    | (3,0,2,2,2) |  |
| 8    | (3) Grzegorz Walasek  | Częstochowa  | 6+2    | (t,1,3,1,1) |  |
| 9    | (6) Wiesław Jaguś     | Toruń        | 5+u/ns | (0,1,3,1,0) |  |
| 10   | (2) Tomasz Gapiński   | Piła         | 8+wsu  | (2,2,0,3,1) |  |
| 11   | (4) Roman Jankowski   | Leszno       | 3      | (1,0,2,d,2) |  |
| 12   | (7) Joonas Kylmäkorpi | Szwecja      | 1      | (1,d,0,0,0) |  |
|      | rez. Robert Miśkowiak | Piła         |        | (0)         |  |

Bieg po biegu
1. [66,88] Gollob, Gapiński, Jankowski, Miśkowiak, Walasek Miśkowiak za Walaska
2. [65,40] Huszcza, Drabik, Kylmakorpi, Jaguś
3. [65,52] Hampel, Okoniewski, Ułamek, Kościecha
4. [65,20] Huszcza, Okoniewski, Gollob, Kylmakorpi
5. [65,95] Kościecha, Gapiński, Jaguś, Jankowski
6. [65,33] Kowalik, Drabik, Walasek, Hampel
7. [65,94] Jaguś, Hampel, Gollob, Kylmakorpi
8. [65,90] Okoniewski, Jankowski, Drabik, Gapiński
9. [65,88] Walasek, Huszcza, Kowalik, Kościecha
10. [66,05] Drabik, Kowalik, Jaguś, Gollob
11. [66,33] Gapiński, Hampel, Huszcza, Jankowski
12. [67,60] Okoniewski, Kościecha, Walasek, Kylmakorpi
13. [66,40] Kościecha, Huszcza, Drabik, Gollob
14. [66,82] Kowalik, Jankowski, Gapiński, Kylmakorpi
15. [66,94] Okoniewski, Hampel, Walasek, Jaguś

### Finał C
1. [66,34] Gollob, Walasek, Jaguś, Gapiński

### Finał B
1. [66,92] Kościecha, Gollob, Drabik, Hampel

### Finał A
1. [66,15] Okoniewski, Huszcza, Kościecha, Kowalik